# A Mere Interlude
A Mere Interlude is een kort verhaal van de Engelse schrijver Thomas Hardy. Het verscheen voor het eerst in de Bolton Weekly Journal in oktober 1885. Het tragikomische verhaal werd later opgenomen in de in 1913 uitgebrachte verhalenbundel A Changed Man and Other Tales.
Het verhaal speelt zich voor een groot deel af buiten de grenzen van het fictieve graafschap Wessex, waarin Hardy vrijwel al zijn verhalen en romans situeerde. In dit verhaal staat de kustplaats Pen-zephyr voor Penzance, dat in Cornwall ligt. De Isles of Lyonesse is de benaming voor de Scilly-eilanden, waarvan het grootste eiland St. Mary's in het verhaal St Maria's heet. De hoofdplaats van het eiland, Hugh Town, krijgt de benaming Giant's Town.

## Het verhaal
Baptista Trewthen is de dochter van een kleine boer op het eiland St Maria's. Hij heeft een voor zijn doen flink bedrag gespendeerd aan haar opleiding door haar naar een kweekschool op het vasteland te sturen. Na twee jaar aanvaardt zij een betrekking op een school in een dorp nabij Tor-upon-Sea (Torquay). Ze ontdekt al snel dat het werk als schooljuffrouw niets voor haar is. Als er een huwelijksaanzoek komt van de rijke maar aanzienlijk oudere Mr. Heddegan, vriend en buurman van de familie, besluit ze, mede op aandringen van haar ouders maar zonder veel enthousiasme, daarop in te gaan.
Onderweg naar huis mist zij echter de boot naar het eiland, waardoor zij gedwongen is enkele dagen door te brengen in Pen-zephyr. Daar ontmoet zij haar voormalige studiegenoot Charles Stow. Als deze van haar plannen hoort bezweert hij haar ervan af te zien en met hem te trouwen, omdat hij altijd al het idee had iets met haar te willen als hij de kans had gehad. De vaak meegaande, vaak besluiteloze en soms impulsieve Baptista laat zich overhalen en in een dag of twee is het onbezonnen huwelijk voltrokken. Op de dag van hun vertrek naar het eiland, waar zij de familie willen confronteren met een voldongen feit, verdrinkt Charles echter tijdens het zwemmen. Onmachtig tot enige actie trouwt zij de volgende dag alsnog met Heddegan, zonder ook maar iets los te laten over wat er gebeurd is. Op een korte huwelijksreis belandt het echtpaar in Pen-zephyr in een pension waar tot haar schrik in een andere kamer het lijk ligt van haar verdronken echtgenoot. Na diverse verwikkelingen, waarbij zij zelfs ook ongemerkt de begrafenis van Stow weet bij te wonen, gaan ze terug naar huis. Het leven neemt zijn gang, totdat plotseling een figuur opduikt die zij niet herkent, maar die als glazenier werkzaam was bij de kerk waar zij met Stow trouwde en die er voor het gemak als getuige had gediend. De bedoeling van de man is duidelijk: hij wil zwijggeld. Baptista voldoet daaraan, maar de man laat het daar niet bij en blijft terugkomen voor meer. Ten einde raad besluit zij haar man dan toch maar de waarheid op te biechten. Tot haar niet geringe verbazing is hij blij en opgelucht over haar bekentenis. Hij heeft namelijk zelf ook iets op zijn lever: uit een langdurige affaire met een vrouw uit Pen-Zephyr, die hij kort voor haar dood trouwde, heeft hij vier dochters. Aangezien deze meisjes nauwelijks enige opleiding hebben genoten en hij graag iets voor hen wilde doen had hij zich voorgenomen ze in huis te nemen en zelf te trouwen met een schooljuffrouw die hun het nodige bij kon brengen. Baptista kan zich na het wederzijdse verraad alleen maar neerleggen bij de situatie. Uiteindelijk leert zij de meisjes beter kennen en vat sympathie en op den duur zelfs genegenheid voor hen op. Een niet op liefde gebaseerd huwelijk ontwikkelt zich op den duur tot een diepe vriendschap.